# Suchonice
Suchonice (in tedesco Suchonitz) è un comune della Repubblica Ceca facente parte del distretto di Olomouc, nella regione di Olomouc.